# Selskabet for Skole- og Uddannelseshistorie
Selskabet for Skole- og Uddannelseshistorie, tidligere Selskabet for Dansk Skolehistorie, også kaldet Uddannelseshistorisk selskab, er et dansk selskab, der blev grundlagt i 1966 af bl.a. professor Roar Skovmand (1908-1987). Fra 1967 har selskabet udgivet en årbog, der først hed Årbog for dansk skolehistorie, indtil den i 1984 skiftede navn til Uddannelseshistorie.

## Formænd
- 1966-1971 Robert Hellner, overbibliotekar ved Statens pædagogiske Studiesamling, formand for lovudvalg 1966[3]
- 1971-1976 Jens Ingemann Petersen, amtsskolekonsulent[4]
- 1976-2000  Vagn Skovgaard-Petersen, professor på Danmarks Lærerhøjskole, dr.pæd.
- 2001-2003   Søren Ehlers, lektor, dr.pæd.[5]
- 2004-2013 Keld Grinder-Hansen, ph.d., leder af Dansk Skolemuseum, senere bl.a. skolechef i Dragør
- 2013-2015 Jesper Eckhardt Larsen
- 2015-2018 Else Hansen, ph.d., arkivar og seniorforsker ved Rigsarkivet
- 2018- Jesper Eckhardt Larsen, cand.mag., ph.d.[6]

## Eksterne links
- uddannelseshistorie.dk – selskabets hjemmeside